# Leichtathletik-Weltmeisterschaften 2019/Teilnehmer (St. Lucia)
| Gelbes Symbol für Goldmedaillen mit stilisierten Olympischen Ringen | Graues Symbol für Silbermedaillen mit stilisierten Olympischen Ringen | Braundes Symbol für Bronzemedaillen mit stilisierten Olympischen Ringen |
| ------------------------------------------------------------------- | --------------------------------------------------------------------- | ----------------------------------------------------------------------- |
| —                                                                   | —                                                                     | —                                                                       |

Der Leichtathletikverband von St. Lucia nahm an den Leichtathletik-Weltmeisterschaften 2019 in Doha teil. Zwei Athletinnen und Athleten wurde vom lucianischen Verband nominiert.

## Ergebnisse

### Frauen

#### Sprung/Wurf
| Athletin       | Disziplin  | Qualifikation | Qualifikation | Finale     | Finale |
| Athletin       | Disziplin  | Weite/Höhe    | Platz         | Weite/Höhe | Platz  |
| -------------- | ---------- | ------------- | ------------- | ---------- | ------ |
| Levern Spencer | Hochsprung | 1,92 m        | 13            | DNQ        | DNQ    |

### Männer

#### Sprung/Wurf
| Athletin        | Disziplin | Qualifikation | Qualifikation | Finale     | Finale |
| Athletin        | Disziplin | Weite/Höhe    | Platz         | Weite/Höhe | Platz  |
| --------------- | --------- | ------------- | ------------- | ---------- | ------ |
| Albert Reynolds | Speerwurf | 73,91 m       | 29            | DNQ        | DNQ    |